# Daley Blind
Daley Blind, nizozemski nogometaš, * 9. marec 1990, Amsterdam.
Blind je sin nekdanjega nizozemskega nogometnega reprezentanta) Dannyja Blinda, ki igra na položaju levega bočnega branilca ali obrambnega zveznega igralca. Je član nizozemske nogometne reprezentance in španskega prvoligaša Girone.
Karirero je začel v mladinski šoli Ajaxa, nato je bil posojen v Groningen, po povratku pa je postal član prve postave Ajaxa. Septembra 2014 je za 13,8 milijona funtov prestopil v Manchester United. Z nizozemsko reprezentanco je na svetovnem prvenstvu 2014 osvojil tretje mesto.

## Klubska kariera

### Ajax
Blind je svojo nogometno pot začel v mladinski vrsti kluba AFC Ajax, kjer je pred tem igral tudi njegov oče Danny. V A postavo mladinske vrste se je uvrstil v sezoni 2007/08, že v sezoni 2008/09 pa je postal član članske vrste. Prvo profesionalno pogodbo je podpisal pri sedemnajstih letih, s čimer je uradno postal član do 1. julija 2010.
7. decembra 2008 je prvič zaigral v prvi postavi Ajaxa, ko je začel tekmo proti FC Volendamu. Že na prvi tekmi je iz kota podal za zadetek Jana Vertonghena in končno zmago Ajaxa. 19. decembra 2008 je z Ajaxom podaljšal pogodbo do 30. junija 2013.

#### Na posoji pri Groningenu
5. januarja 2010 je bil med zimskim prestopnim rokom Daley do konca sezone 2009/10 posojen nizozemskemu klubu FC Groningen. V Groningenu je večino časa igral na položaju desnega branilca.

#### Vrnitev v Ajax
Naslednji dve sezoni je Blind z Ajaxom osvojil dva naslova nizozemskega državnega prvaka v Eredivisie. Pod vodstvom novega trenerja Franka de Boerja je dobival vse pommebnejšo vlogo igralca prve postave, uveljavil pa se je na položaju levega branilca. Stalno mesto v prvi postavi si je zagotovil na začetku sezone 2012/13 season.
23. aprila 2013 je novi trener Ajaxa Marc Overmars sporočil, da je Ajax z Blindom podaljšal pogodbo za naslednje tri sezone, do poletja 2016. 5. maja je Daley z Ajaxom osvojil tretji zaporedni naslov nizozemskega prveka Eredivisie, s čimer je klub osvojil že svoj 32. naslov. Na ta dan je Ajax na domačem stadionu na predzadnji tekmi sezone premagal nogometni klub Willem II z rezultatom 5:0. Še isti dan je klub sporočil, da je bil Blind izbran za najboljšega ajaxovega nogometaša leta.
V sezoni 2013/14 je Blind igral na položaju osrednjega veznega igralca in bil na koncu sezone izbran za nizozemskega nogometaša leta, po tem, ko je Ajax osvojil že četrti zaporeni naslov državnega prvaka.

### Manchester United
30. avgusta 2014 je Manchester United na svoji spletni strani objavil novico, da je z Ajaxom dosegel dogovor o prodaji Blinda, kar je pomenilo, da se morata klub in igralec le še dogovoriti o pogodbi, nato pa bo Daley Blind opravil še zdravniški pregled in postal igralec angleškega kluba. 1. septembra 2014 je bila podpisana pogodba v višini 13,8 milijonov britanskih funtov.

## Reprezentančna kariera

### Mladinska reprezentanca
Za nizozemsko nogometno reprezentanco do 17 let je Blind nastopil na Evropskem prvenstuvu do 17 let 2007. Prvo tekmo je zaradi suspenza izpustil, v nadaljevanju pa je na drugi tekmi prvenstva dvakrat zadel proti Islandiji, nato pa si je poškodoval gleženj, zaradi česar je izpustil preostale tekme. Kariero je nadaljeval v reprezentanci U-21 in na nekaj kvalifikacijskih tekmah za Evropsko prvenstvo v nogometu do 21 let 2011, vendar pa ni nikoli dobil priložnosti kot rezervni igralec. 13. oktobra je nato prvič nastopil kot zamenjava za klubskega kolega Siema de Jonga na tekmi s Poljsko, ki jo je Nizozemska dobila s 4:0.

### Članska reprezentanca
Za člansko reprezentanco je prvič nastopil 6. februarja 2013, ko je prijateljsko tekmo proti Italiji začel na položaju levega branilca. Tekma se je končala z rezultatom 1:1 draw, Blind pa je odigral vseh 90 minut.
Junija 2014 je bil izbran v reprezentanco za nastop na Svetovnem prvenstvu 2014 v Braziliji. Na prvi tekmi reprezentance je nastopil v prvi postavi na položaju levega branilca. Na tej tekmi proti Španiji je podal za zadetka Robina van Persieja in Arjena Robbna, Nizozemska pa je tekmo dobila s 5:1. Svoj prvi zadetek v dresu nizozemske reprezentance je dosegel na tekmi za tretje mesto proti Braziliji, ki jo je Nizozemska dobila s 3:0. Blind je zadel drugega od treh golov.

## Statistika

### Klubi
Datum: match played 10 August 2014
| Club                | Sezona         | Liga           | Liga | Liga | Državni pokal | Državni pokal | Ligaški pokal | Ligaški pokal | Europe | Europe | Ostalo | Ostalo | Skupaj | Skupaj |
| Club                | Sezona         | Liga           | Apps | Goli | Apps          | Goli          | Apps          | Goli          | Apps   | Goli   | Apps   | Goli   | Apps   | Goli   |
| ------------------- | -------------- | -------------- | ---- | ---- | ------------- | ------------- | ------------- | ------------- | ------ | ------ | ------ | ------ | ------ | ------ |
| Ajax                | 2008/09        | Eredivisie     | 5    | 0    | 0             | 0             | —             | —             | 1      | 0      | —      | —      | 6      | 0      |
| Groningen (posojen) | 2009/10        | Eredivisie     | 17   | 0    | 0             | 0             | —             | —             | —      | —      | 2      | 0      | 19     | 0      |
| Ajax                | 2010/11        | Eredivisie     | 10   | 0    | 4             | 0             | —             | —             | 4      | 0      | 0      | 0      | 18     | 0      |
| Ajax                | 2011/12        | Eredivisie     | 21   | 0    | 1             | 0             | —             | —             | 3      | 0      | 1      | 0      | 26     | 0      |
| Ajax                | 2012/13        | Eredivisie     | 34   | 2    | 3             | 0             | —             | —             | 8      | 0      | 1      | 0      | 46     | 2      |
| Ajax                | 2013/14        | Eredivisie     | 29   | 1    | 6             | 0             | —             | —             | 8      | 0      | 1      | 0      | 44     | 1      |
| Ajax                | 2014/15        | Eredivisie     | 3    | 0    | 0             | 0             | —             | —             | 0      | 0      | 0      | 0      | 3      | 0      |
| Ajax                | Ajax skupaj    | Ajax skupaj    | 102  | 3    | 14            | 0             | —             | —             | 24     | 0      | 5      | 0      | 146    | 3      |
| Manchester United   | 2014/15        | Premier League | 0    | 0    | 0             | 0             | 0             | 0             | —      | —      | —      | —      | 0      | 0      |
| Kariera skupaj      | Kariera skupaj | Kariera skupaj | 119  | 3    | 14            | 0             | 0             | 0             | 24     | 0      | 5      | 0      | 162    | 3      |

1. ↑  Neizozemska – KNVB Cup; Anglija – FA pokal
2. ↑  Anglija – Ligaški pokal
3. ↑  Nastopi na Pokalu UEFA.
4. ↑  Nastopi na kvalifikacijah za evropska tekmovanja.
5. ↑  Appearances in the UEFA Europa League.
6. ↑  Dva nastopa v UEFA Liga prvakov, en nastop v UEFA Liga Evropa.
7. 1 2 3  Nastop na tekmovanju Johan Cruijff Shield.
8. 1 2  Šest nastopov v UEFA Ligi prvakov, dva nastopa v UEFA Ligi Evropa.

### Reprezentanca
Statistics accurate as of 12 July 2014.
| Nizozemska | Nizozemska | Nizozemska | Nizozemska |
| Leto       | Nastopi    | Goli       |            |
| ---------- | ---------- | ---------- | ---------- |
| 2013       | 8          | 0          |            |
| 2014       | 11         | 1          |            |
| Skupaj     | 19         | 1          |            |

#### Reprezentančni zadetki
Zadetki v članskem dresu nizozemske nogometne reprezentance:
| #  | Datum          | Prizorišče                                           | Nasprotnik | Za rezultat | Končni rezultat | Tekmovanje                         |
| -- | -------------- | ---------------------------------------------------- | ---------- | ----------- | --------------- | ---------------------------------- |
| 1. | 12. julij 2014 | Estádio Nacional Mané Garrincha, Brasília, Brazilija | Brazilija  | 2–0         | 3–0             | Svetovno prvenstvo v nogometu 2014 |

## Priznanja

### Klubska
Ajax
- Eredivisie: 2010/11, 2011/12, 2012/13, 2013/14
- Johan Cruijff Shield: 2013

### Reprezentančna
Nizozemska
- Svetovno prvenstvo v nogometu tretje mesto: 2014[26]

### Osebna
- AFC Ajax Mladi talent: 2007/08[27]
- AFC Ajax Nogometaš leta: 2012/13[28]
- Nizozemski nogometaš leta: 2014[29]